# Ácido cinámico
El ácido cinámico es un ácido orgánico blanco cristalino, que es ligeramente soluble en agua.
Se obtiene del aceite de canela (en inglés: cinnamon), o de bálsamos tales como el estoraque. Se encuentra también en la mantequilla de Karité y es el mejor indicador de su historia medioambiental y condiciones de pos-extracción. Puede ser hecho también de manera sintética.  
El ácido cinámico es usado en condimentos, índigo sintético, y ciertos fármacos, aunque su uso primario es en la fabricación de los ésteres metílico, etílico y bencílico para la industria de la perfumería. Tiene un olor parecido a la miel; tanto él como su éster etílico más volátil (cinamato de etilo) son componentes en el sabor del aceite esencial de canela, en el cual el compuesto relacionado cinamaldehído es el mayor constituyente. El ácido cinámico es también parte de las vías sintéticas del shikimato y fenilpropanoide. Su biosíntesis es realizada mediante la acción de la enzima fenilalanina amonia-liasa (PAL) en fenilalanina.
Es soluble en benceno, éter etílico, acetona, y ácido acético; es insoluble en hexano.
El ácido cinámico es también un tipo de auto-inhibidor producido por esporas de hongos para prevenir la germinación.

## Síntesis química
Rainer Ludwig Claisen (1851–1930), químico alemán, describió por primera vez en 1890 la síntesis de cinamatos haciendo reaccionar aldehídos aromáticos con ésteres. La reacción es conocida como la condensación de Claisen.